# Zadorra ibaia / Río Zadorra
Zadorra ibaia / Río Zadorra este o arie protejată (arie specială de conservare — SAC, sit de importanță comunitară — SCI) din Spania întinsă pe o suprafață de 334,08 ha, integral pe uscat.

## Localizare
Centrul sitului Zadorra ibaia / Río Zadorra este situat la coordonatele 42°51′39″N 2°43′14″W / 42.8609°N 2.7206°V.

## Înființare
Situl Zadorra ibaia / Río Zadorra a fost declarat sit de importanță comunitară în noiembrie 2000 pentru a proteja 1 specie de plante și 43 de specii de animale. Situl a fost protejat și ca arie specială de conservare în martie 2015.

## Biodiversitate
Situată în ecoregiunile atlantică și mediteraneană, aria protejată conține 18 habitate naturale: Cursuri de apă de la nivel de câmpie la nivel montan, cu vegetație Ranunculion fluitantis și Callitricho-Batrachion, Păduri de stejar sau de stejar și carpen sub-atlantice și medio-europene de Carpinion betuli, Pseudostepă cu ierburi și specii anuale de Thero-Brachypodietea, Păduri iberice de Quercus faginea și Quercus canariensis, Matorral arborescenți cu Juniperus spp., Lacuri eutrofice naturale cu vegetație de tip Magnopotamion sau Hydrocharition, Galerii de Salix alba și de Populus alba, Liziere de ierburi înalte hidrofile de câmpie și de nivel montan până la alpin, Fânețe de joasă altitudine (Alopecurus pratensis, Sanguisorba officinalis), Păduri de stejar galițio-portugheze cu Quercus robur și Quercus pyrenaica, Râuri de munte și vegetația lor lemnoasă cu Salix elaeagnos, Râuri mediteraneene cu debit permanent cu specii de Paspalo-Agrostidion și galerii riverane de Salix și de Populus alba, Păduri de Quercus ilex și Quercus rotundifolia, Râuri cu maluri nămoloase cu vegetație de Chenopodion rubri p.p. și Bidention p.p., Păduri aluvionare cu Alnus glutinosa și Fraxinus excelsior (Alno-Padion, Alnion incanae, Salicion albae), Pajiști uscate seminaturale și facies de acoperire cu tufișuri pe substraturi calcaroase (Festuco-Brometalia) (* situri importante pentru orhidee), Lande oro-mediteraneene cu formațiuni endemice de grozamă, Pante stâncoase calcaroase cu vegetație casmofită.
La baza desemnării sitului se află mai multe specii protejate:
- plante (1): Narcissus asturiensis
- păsări (36): lăcar mare (Acrocephalus arundinaceus), lăcar-de-lac (Acrocephalus scirpaceus), fluierar de munte (Actitis hypoleucos), pescăruș albastru (Alcedo atthis), stârc cenușiu (Ardea cinerea),  prundaș gulerat mic (Charadrius dubius), barză albă (Ciconia ciconia), cuc (Cuculus canorus), egretă mică (Egretta garzetta), șoimul rândunelelor (Falco subbuteo), muscar negru (Ficedula hypoleuca), becațină comună (Gallinago gallinago), acvilă pitică (Hieraaetus pennatus), Hippolais polyglotta, stârc pitic (Ixobrychus minutus), capîntortură (Jynx torquilla), privighetoare (Luscinia megarhynchos), gaia neagră (Milvus migrans), codobatura galbenă (Motacilla flava), muscar sur (Muscicapa striata), stârc de noapte (Nycticorax nycticorax), grangur (Oriolus oriolus), ciuf-pitic (Otus scops), cormoran mare (Phalacrocorax carbo), codroșul de pădure (Phoenicurus phoenicurus), pitulice-fluierătoare (Phylloscopus trochilus), cristei de baltă (Rallus aquaticus), pițigoi-pungar (Remiz pendulinus), lăstun de mal (Riparia riparia), mărăcinar (Saxicola rubetra), scatiu (Spinus spinus), turturică (Streptopelia turtur), silvie de zăvoi (Sylvia borin), corcodel mic (Tachybaptus ruficollis), sturzul viilor (Turdus iliacus), pupăză (Upupa epops)
- mamifere (3): liliac cârn (Barbastella barbastellus), vidră de râu (Lutra lutra), nurcă (Mustela lutreola)
- nevertebrate (2): Euplagia quadripunctaria, rădașcă (Lucanus cervus)
- pești (2): Achondrostoma arcasii, Parachondrostoma miegii

Pe lângă speciile protejate, pe teritoriul sitului au mai fost identificate 4 specii de plante, 2 specii de păsări, 3 specii de nevertebrate, 1 specie de pești.